# Gary van Egmond
Gary van Egmond (Sydney, 29 juni 1965) is een Australisch voormalig voetballer en huidig voetbaltrainer.
Van Egmond begon zijn loopbaan als verdediger in 1982 bij APIA Leichhardt. Hij speelde zijn hele loopbaan in Australië behalve in het seizoen 1990/91 toen hij tien wedstrijden voor Roda JC speelde. Met de Marconi Stallions won hij in 1993 de National Soccer League. Hij kwam 15 keer uit voor het Australische voetbalelftal. Hij nam deel aan de Olympische Zomerspelen 1988
Na zijn loopbaan als speler werd hij trainer en won met de Newcastle Jets de A-League in 2008.